# In and Out of Focus
Focus Plays Focus es el primer álbum de estudio de la banda holandesa de rock progresivo Focus, publicado en septiembre de 1970 a través de Imperial Records. Es el único álbum grabado por la formación original de la banda, la cual consistía del vocalista Thijs van Leer, el bajista Martin Dresden, baterista Hans Cleuver, y el guitarrista Jan Akkerman. Fue renombrado como In and Out of Focus para el relanzamiento internacional del álbum en 1971, el cual incluía su sencillo debut «House of the King».

## Composición
Richie Unterberger de AllMusic describió al álbum como “una buena colección de melodías de rock progresivo sin un enfoque claro”, señalando influencias prominentes del folk rock, el blues y la música clásica.

## Lista de canciones
| Lado uno |                        |                                         |          |  |
| N.º      | Título                 | Escritor(es)                            | Duración |  |
| 1.       | «Focus» (Instrumental) | Thijs van Leer                          | 9:43     |  |
| 2.       | «Why Dream»            | T. van Leer, Erik Cleuver               | 3:57     |  |
| 3.       | «Happy Nightmare»      | T. van Leer, Martin Dresden, Mike Hayes | 3:59     |  |

| Lado dos |                         |                                    |          |  |
| N.º      | Título                  | Escritor(es)                       | Duración |  |
| 1.       | «Anonymus»              | T. van Leer, Jan Akkerman, Dresden | 6:32     |  |
| 2.       | «Black Beauty»          | T. van Leer, Cleuver               | 3:08     |  |
| 3.       | «Sugar Island»          | T. van Leer, Dresden, Jan Staal    | 3:05     |  |
| 4.       | «Focus» (Vocal version) | T. van Leer, Cleuver               | 2:44     |  |

## Créditos
Créditos adaptados desde las notas del álbum.
Focus
- Thijs van Leer – voz principal (2, 5, 6), flauta, órgano Hammond, piano, piano eléctrico, Mellotron, clavecín, vibráfono
- Jan Akkerman – guitarra acústica
- Martin Dresden – bajo eléctrico, trompeta (4, 5), coros (2, 3, 6)
- Hans Cleuver – batería, bongó, coros (2, 5, 6)

Personal técnico
- Hubert Terheggen – productor
- Jerry Boys – ingeniero de audio